# Scaphiostreptus laccatus
Scaphiostreptus laccatus är en mångfotingart som beskrevs av Carl Graf Attems 1934. Scaphiostreptus laccatus ingår i släktet Scaphiostreptus och familjen Spirostreptidae. Inga underarter finns listade i Catalogue of Life.